# گری گاردنر
گری گاردنر (انگلیسی: Gary Gardner؛ زادهٔ ۲۹ ژوئن ۱۹۹۲) یک بازیکن فوتبال اهل بریتانیا است.